# Odontophora axonolaimoides
Odontophora axonolaimoides är en rundmaskart som beskrevs av Timm. Odontophora axonolaimoides ingår i släktet Odontophora och familjen Axonolaimidae. Inga underarter finns listade i Catalogue of Life.